# Erich Hückel
Erich Armand Arthur Joseph Hückel (Berlino, 9 agosto 1896 – Marburgo, 16 febbraio 1980) è stato un chimico e fisico tedesco.
Viene ricordato principalmente per lo sviluppo della teoria di Debye-Hückel per le soluzioni di elettroliti e del metodo di Hückel per il calcolo approssimato degli orbitali molecolari di sistemi π.
Hückel nacque a Charlottenburg, un sobborgo di Berlino. Studiò fisica e matematica dal 1914 al 1921 all'Università di Gottinga. Conseguito il dottorato con una tesi sullo "scattering di raggi X per mezzo di liquidi anisotropi", divenne assistente a Gottinga, ma presto si trasferì a Zurigo per assistere Peter Debye. Fu in questo periodo, nel 1923, che lui e Debye svilupparono la loro teoria per le soluzioni di elettroliti spiegandone la conduttività sulla base dell'instaurarsi di forze interioniche. Dopo essere stato negli anni 1928-1929 in Inghilterra e in Danimarca, lavorando brevemente anche con Niels Bohr, Hückel si unì alla Facoltà dell'Università Tecnica di Stoccarda. Nel 1935 si spostò a Marburgo dove insegnò fino al suo ritiro nel 1961.
Hückel è famoso per avere sviluppato metodi quantomeccanici semplificati utilizzati per lo studio di molecole organiche insaturi planari. Nel 1930 propose una teoria per spiegare la difficoltà di rotazione del doppio legame C=C degli alcheni sulla base della differenza fra i legami σ e π. Secondo Hückel solo il legame σ dell'etilene ha simmetria assiale lungo i due atomi di carbonio, mentre il legame π si estende sopra e sotto il piano in cui giace l'asse di legame carbonio-carbonio e risultando rigido impedisce la libera rotazione. Nel 1931 generalizzò i suoi studi formulando, tramite l'utilizzo del legame di valenza e degli orbitali molecolari, delle descrizioni strutturali della molecola del benzene e di altri idrocarburi ciclici coniugati. Sebbene il suo lavoro nell'ambito chimico organico sia stato fondamentale per i moderni sviluppi di questa branca chimica, i concetti enunciati da Hückel si diffusero solamente dopo due decenni principalmente a causa di suoi difetti in ambito comunicativo. La famosa regola di Hückel per determinare l'eventuale aromaticità di molecole cicliche insature deriva dall'applicazione del metodo di Hückel.
Era sposato con Annemarie Zsigmondy, figlia del premio Nobel per la chimica Richard Zsigmondy. Insieme ebbero quattro figli.